# Mięśnie obręczy kończyny dolnej
Mięśnie obręczy kończyny dolnej – grupa mięśni kończyny dolnej położonych w okolicy obręczy kończyny dolnej człowieka.
Do grupy mięśni obręczy kończyny dolnej należą liczne mięśnie działające na staw biodrowy jako:
- zginacze
- prostowniki
- odwodziciele
- przywodziciele
- mięśnie obracające udo na zewnątrz
- mięśnie obracające udo do wewnątrz

Podział mięśni obręczy na ww. grupy nie jest łatwy ze względu na to, że otaczają one staw biodrowy ze wszystkich stron, zachodząc nieraz na siebie. Niektóre z nich mają rozległe szerokie przyczepy początkowe, co zmusza do wachlarzowego przebiegu włókien, kierujących się do określonego punktu przyczepu ścięgna końcowego. W ten sposób nieraz w jednym mięśniu spotyka się części działające antagonicznie.
Mięśnie te są przeważnie krótkie, lecz ich przekrój fizjologiczny jest znaczny. Dzięki temu, że rozpoczynają się na kościach miednicy, a przyczepiają się na trzonie lub krętarzach kości udowej, które są odsunięte od miednicy przez szczególne ustawienie szyjki udowej – wszystkie te mięśnie przytrzymują głowę kości w panewce. Ma to duże znaczenie ze względu na znaczne obciążenie stawu biodrowego.
Rozpatrując je topograficznie, dzieli się je na grupy:
- Grupa przednia mięśni grzbietowych obręczy kończyny dolnej
  - mięsień biodrowo-lędźwiowy (łac. musculus iliopsoas), na który składają się:
    - mięsień lędźwiowy większy (łac. musculus psoas major)
    - mięsień biodrowy (łac. musculus iliacus)

  - mięsień lędźwiowy mniejszy (łac. musculus psoas minor), czasem uważany również za część mięśnia biodrowo-lędźwiowego[2][3]

- Grupa tylna mięśni grzbietowych obręczy kończyny dolnej
  - mięsień pośladkowy wielki (łac. musculus gluteus maximus)
  - mięsień pośladkowy średni (łac. musculus gluteus medius)
  - mięsień pośladkowy mały (łac. musculus gluteus minimus)
  - mięsień naprężacz powięzi szerokiej (łac. musculus tensor fasciae latae)
  - mięsień gruszkowaty (łac. musculus piriformis)[4]

- Grupa mięśni brzusznych obręczy kończyny dolnej
  - mięsień zasłaniacz wewnętrzny (łac. musculus obturator internus)
  - mięsień zasłaniacz zewnętrzny (łac. musculus obturator externus)
  - mięśnie bliźniacze górny i dolny (łac. musculi gemelli superior et inferior)
  - mięsień czworoboczny uda (łac. musculus quadratus femoris)[5]